# Hedylidae
Амерички лептири-мољци (лат. Hedylidae) су породица инсеката (Insecta) из реда љуспокрилаца или лептира (Lepidoptera). Унутар породице постоји 35 врста, из само једног рода - Macrosoma. Живе искључиво у неотропским областима.

## Таксономија и систематика
Hedylidae су прво сврставане у породицу земљомерки (Geometridae) и потпородицу Oenochrominae, највероватније због сличног морфолошког изгледа, стално раширених крила, уског тела или антена. Данас су Hedylidae посебна породица, а имају и своју натпородицу Hedyloidea, коју први пут помиње Scoble, 1986.

## Морфолошки изглед

### Одрасла јединка
Морфолошки, Hedylidae највише личе на врсте из породице Geometridae али и на многе врсте из породица Crambidae, Pyralidae, Pterophoridae. То је био један од разлога зашто се дуго није знало у коју их породицу треба разврстати.
Крила су им увек раширена, понекад пресавијена тако да се доње крило налази испод горњег. Обојеност крила је варијабилна, може зависити од пола, а разликује се од врсте до врсте, што их може чинити лаким, али и тешким за прецизну идентификацију. 
Абдомен је узак, при крају закривљен, подигнут према горе. 
Пронотум је најчешће широк, длакав, на прелазу са главе на пронотум и пронотум на абдомен, он се сужава, а длаке су ту често другачије боје.
Глава је мала, а највећи део главе заузимају сложене очи. На глави се налазе и антене, дужине пар центиметара, а облик чешља је одсутан код мужјака.

### Гусеница
Гусеница је дужине пар центиметара, на глави поседује израштаје у облику рогово, слично као код многих гусеница дневних лептира, поготово из породице шаренаца. Шаре по телу гусенице зависе од тога у ком је гусеница инстару и које је врсте гусеница. У зависности од врсте, гусеница на телу може поседовати избочине,бодљице, које служе за одбрану од предатора. На крају тела налазе се два телесна израштаја,краћи од оних на глави, који вероватно служе да збуне потенцијалног предатора.

### Јајашце
Јајашце је благо издужено, прекривено малим кукицама, а површина му је избраздана. Млада јајашца, тек излегнута су бела, са тек понеком шаром, а у њима се под лупом може видети беличаста течност. Како јајашце стари, постаје све тамније и тамније, а на послетку се у њему може и видети млада гусенчица.

### Лутка
Лутке су благо пљоснате, издужене, са једним израштајем налик на рог изнад дела где ће се развити пронотум. Шаре су карактеристичне за различите врсте, као и боја. Лутка је на средишњем делу проширена, док је на задњем делу сужена.

## Распрострањеност
Све врсте из породице живе у неотропским областима. Насељавају земље Централне Америке, Мексико, Амазон, јужни Перу, централну Боливију, југозападни Бразил, а присутна је и на Карибима, Куби, Јамајци и Тринидаду.

## Понашање
Све врсте из породице привлачи светло сијалица и лампи, али се поједине јединке могу пронаћи и како лете дању, иако то ретко раде. Код многих врста је присутна и мимикрија. Тако на пример, врста Macrosoma lucivittata имитира врсте лептира из потпородице Ithomiinae (Позната врста из ове потпородице је Greta oto). Врста Macrosoma napiaria имитира поједине врсте белаца (Pieridae).

## Листа врста
Унутар ове породице постоји 35 врста, разврстаних у само један род.
- Macrosoma albida
- Macrosoma albifascia
- Macrosoma albimacula
- Macrosoma albipannosa
- Macrosoma albistria
- Macrosoma amaculata
- Macrosoma bahiata
- Macrosoma cascaria
- Macrosoma conifera
- Macrosoma coscoja
- Macrosoma costilunata
- Macrosoma hedylaria
- Macrosoma heliconiaria
- Macrosoma hyacinthina
- Macrosoma intermedia
- Macrosoma klagesi
- Macrosoma lamellifera
- Macrosoma leptosiata
- Macrosoma leucophasiata
- Macrosoma leucoplethes
- Macrosoma lucivittata
- Macrosoma minutipuncta
- Macrosoma muscerdata
- Macrosoma napiaria
- Macrosoma nigrimacula
- Macrosoma paularia
- Macrosoma pectinogyna
- Macrosoma rubedinaria
- Macrosoma satellitiata
- Macrosoma semiermis
- Macrosoma stabilinota
- Macrosoma subornata
- Macrosoma tipulata
- Macrosoma uniformis
- Macrosoma ustrinaria